# Specklinia exilis
Specklinia exilis är en orkidéart som först beskrevs av Charles Schweinfurth, och fick sitt nu gällande namn av Carlyle August Luer. Specklinia exilis ingår i släktet Specklinia och familjen orkidéer. Inga underarter finns listade i Catalogue of Life.